# Лолита (Калифорнија)
Лолита (енгл. Loleta) насељено је место без административног статуса у америчкој савезној држави Калифорнија.

## Демографија
По попису из 2010. године број становника је 783.
| Група             | 2000.    | 2010.       |
| Белци             | 0 (0,0%) | 618 (78,9%) |
| Афроамериканци    | 0 (0,0%) | 12 (1,5%)   |
| Азијати           | 0 (0,0%) | 5 (0,6%)    |
| Хиспаноамериканци | 0 (0,0%) | 114 (14,6%) |
| Укупно            | 0        | 783         |